# Pelouse de Reuilly
D'une superficie d'environ 25 hectares, la pelouse de Reuilly est un vaste espace entouré par des arbres situé à l'extrémité ouest du bois de Vincennes et à côté du lac Daumesnil.

## Situation et accès
La section du boulevard périphérique de Paris qui coupe la pelouse de Reuilly est couverte. En partant de la porte de Reuilly, l’accès  s’effectue via la place du Cardinal-Lavigerie.

## Origine du nom
Elle tire son nom de la porte de Reuilly (boulevard Poniatowski).
Le terme de « pelouse » peut étonner de nos jours, mais en effet, le site a été une grande pelouse. Au fur et à mesure des années et des activités, les graviers ont rempli les trous dans l'herbe pour, petit à petit, devenir majoritaires sur l'ensemble du terrain.

## Historique
La pelouse de Reuilly, d'une surface d'environ 10 hectares, est l'un des vestiges de l'Exposition coloniale internationale qui se déroula du 6 mai au 15 novembre 1931. L'exposition nécessitait un profond réaménagement de l'ensemble du bois de Vincennes et suivant le démontage de la majorité des pavillons, après l'exposition, la surface comportant l'ancienne allée principale de l'exposition fut conservée pour accueillir de futurs évènements.

## Manifestations
La pelouse de Reuilly a accueilli la Fête de l’Humanité de 1966 à 1970 puis la Fête des Bleu-blanc-rouge de 1993 à 2001, réunissant les diverses sensibilités de l'extrême droite autour du Front national.
La pelouse accueille de nombreuses manifestations politiques ou associatives, dont la fameuse Foire du Trône, tous les ans depuis 1964, ou le festival Paris est ludique ! depuis 2016. De même, en période de fin d'année, plusieurs cirques, tels que le cirque Pinder ou le cirque Arlette Gruss s'installent pour accueillir le public parisien.
Depuis 2010, un événement de vol libre (FFVL) se déroule sur cet espace, Paris Plane. Lors de cette manifestation sont présentés des cerfs-volants du Boomerang et du mountainboard, ainsi que des ateliers de construction pour les enfants et des démonstrations de ballets de cerfs-volants acrobatiques.
À l'occasion des Jeux olympiques d'été de 2024, un camp militaire est construit sur la pelouse de Reuilly, permettant d'accueillir 4 500 personnes chargées de la sécurisation de l'événement.